# 高賓 (明朝)
高賓（1463年—？），字舜穆，直隸常州府江陰縣人，民籍，明朝政治人物。

## 生平
弘治八年（1495年）乙卯科應天鄉試第七十一名舉人。弘治九年（1496年）聯捷丙辰科會試第一百三十六名，三甲第一百六十四名進士。擢授監察御史，正德五年（1510年）七月升江西按察司佥事，七年八月以馀干姚源洞贼平，赎罪还职。九年正月考察去職。十年十一月赏江西抚州府东乡等处剿贼有功人员，已去任的高宾升布政司右参议，仍令致仕。

## 家族
曾祖高儒；祖父高逸；父高相，號希庵，母邵氏。慈侍下。弟高贯，弘治十二年進士。弟高贽，以舉人知崇安县而卒。